# Cuca (okręg Ardżesz)
Cuca – wieś w Rumunii, w okręgu Ardżesz, w gminie Cuca. W 2011 roku liczyła 378 mieszkańców.